# کشش (مهندسی)

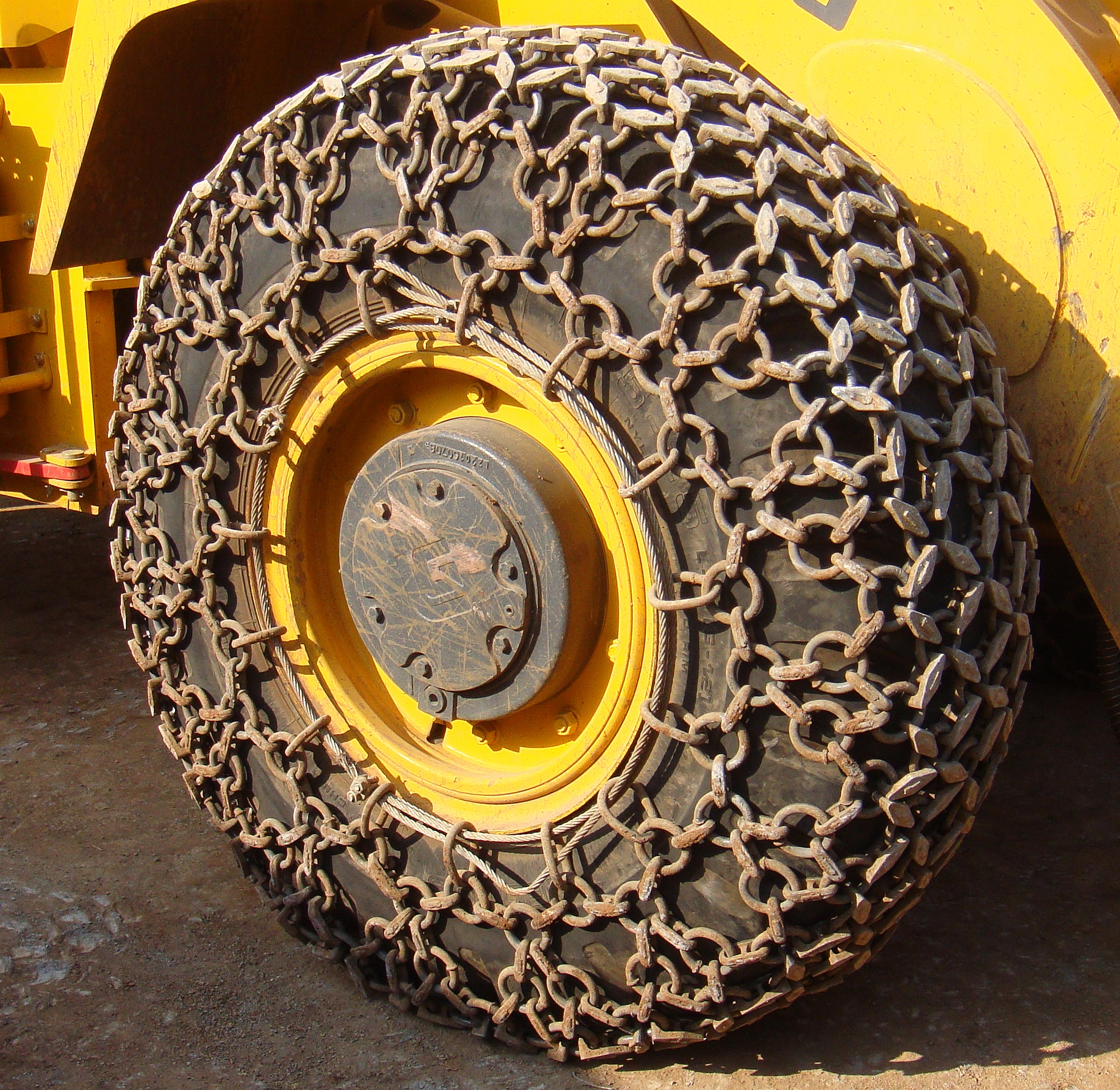
زنجیر چرخ به منظور نیروی کشش در ماشین سنگین

کشش، به انگلیسی (Traction)  و یا نیروی کششی عبارت است از نیروی مورد استفاده برای تولید حرکت بین یک بدنه (جسم) و یک سطح مماس با آن. این اصطلاح در مورد نیروی لازم برای غلبه بر اصطکاک بین یک سطح (جاده) و یک جسم متحرک مانند خودرو به کار می‌رود.

## ضریب کشش
ضریب کشش عبارت است از نیروی لازم برای کشش تقسم بر وزن یک وسیله متحرک. یعنی:
کشش قابل استفاده = ضریب کشش x نیروی طبیعی

### عوامل مؤثر بر ضریب کشش
کشش بین دو سطح به عوامل متعددی بستگی دارد:
- ترکیب مواد هر یک از دو سطح.
- شکل ماکروسکوپی و میکروسکوپی سطوح و بافت آنها.
- نیروی طبیعی فشاردهنده سطوح در تماس با هم.
- آلاینده‌ها در محل تماس دو سطح از جمله چسب و روان‌کننده‌ها.
- حرکت نسبی کششی سطوح.
- جهت کشش[۶]
- برای سطوح کم اصطکاک مانند جاده یا یخ وجود عوامل افزاینده کشش مانند آج یا زنجیر هم مؤثر است.